# Antoine Garaby de La Luzerne
Pour les articles homonymes, voir Luzerne (homonymie).
 (mai 2019).
Antoine de Garaby, sieur de Pierrepont, de La Luzerne et d'Étienville, né le 28 octobre 1617 au manoir de la Besnardière, dans la terre de la Luzerne, à Montchaton, près de Coutances, et mort le 4 juillet 1679 à L'Isle-Marie, est un poète et moraliste français, chevalier de Saint-Michel.

## Biographie
Garaby de La Luzerne eut pour père Bernard de Garaby et pour mère Françoise de Pierrepont, sœur de Hervé de Pierrepont, gouverneur pour le roi aux ville et forteresse de Granville, seigneur et patron d'Étienville, Flottemanville, Urville, Rouville (Orglandes), du Ronceray (Les Moitiers-en-Bauptois).
S'il ne charmait pas par des dehors agréables, car Garaby de La Luzerne était petit, laid et contrefait, il séduisait par sa vive intelligence, par les agréments, les finesses de son esprit, l'exquise bienveillance de son caractère et la sympathique bonté de son cœur car la nature qui lui avait refusé la beauté physique l'avait doué des qualités de l'esprit et du cœur.
Il fit ses premières études, dans la maison paternelle, sous l'abbé François Dyènis, à la mémoire duquel il consacra deux distiques latins et quelques lignes de prose. Puis il alla étudier, à l'université de Caen, l'éloquence, sous le professeur Antoine Halley avec qui il devait rester en termes d'amitié jusqu’à la fin de sa vie. Il y eut pour condisciples, entre autres, Georges de Brébeuf, le traducteur en vers français de la Pharsale de Lucain et le théologien, orateur, poète et humaniste, Guillaume Marcel.
Possédant un gout très vif pour les lettres, il se livra de bonne heure, après avoir fini ses études classiques, à la composition. Huet a dit de lui qu'« Il aima passionnément les gens de lettres [et] il en fit ses principaux amis. » Outre Huet, il se lia avec plusieurs savants de son époque, comme Voiture, Chapelain et Ménage, Sarrazin, Moisant de Brieux, Jacques Du Chevreuil, Pierre Halley, Jacques de Callières, Nicolas Bourbon, etc.
Décrit comme « une sorte de Montaigne normand », Garaby n'avait rien de l’esprit de suite et d'application qui commande le succès de l'homme de lettres. La littérature ne fut jamais pour lui une carrière, mais tout simplement l'exercice des facultés de l'intelligence, le gout et la fantaisie d'un honnête homme qui ne demandait à l'étude que les jouissances de l'étude. Huet portait de lui à peu près le même jugement : « Il avait plus de génie pour les lettres que d’acquis. Car encore qu'il possédât assez bien la langue latine, il n'avait pas beaucoup d’usage des anciens auteurs, et son esprit actif lui rendait la composition plus agréable et facile que la lecture et que le travail de la lime. Aussi ne trouve-t-on pas dans ce recueil d'ouvrages de prose et de poésies latines, ni dans ce volume de sentiments chrétiens, politiques et moraux, qu'il a publiés, ni dans ses vers français, tant de pureté, de netteté, ni d'élégance que de fertilité ».
Garaby demeura longtemps avec son père dans la terre de Trois-Monts, assez proche de Caen, où ce voisinage l'attirait souvent. Suivant Halley, Trois-Monts était son Parnasse. Il y composa des poésies françaises et latines et des satires.
Un autre réalisation à laquelle Garaby a attaché son nom, est la fondation, avec Samuel Bochart, Pierre-Daniel Huet et Jean Regnault de Segrais, de l'Académie royale des Belles-Lettres de Caen.
Lorsque l’oncle maternel de Garaby, Hervé de Pierrepont, mourut le 18 août 1662, il hérita de ses biens et noms, pour s’appeler désormais « Garaby de Pierrepont de La Luzerne Étienville ». Cette riche succession l’engagea également à songer au mariage. Par les soins et la bienveillante entremise de Mme de Matignon, il épousa Anne de Vassé, d'une noble et ancienne famille du Maine. À cette occasion, Antoine Halley composa un épithalame célébrant la beauté, l'esprit, la dot de la nouvelle mariée. Garaby ne laissa pas d'enfants de ce mariage.

Ayant fixé sa demeure à Étienville, il y passa les dernières années de sa vie. Huet a également décrit Antoine de La Luzerne-Garaby comme « exact et fidèle aux devoirs de l'amitié, généreux et bon, et d'un très agréable commerce. » À sa mort à l'âge de soixante-deux ans, il fut inhumé au milieu du chœur de l'église d’Étienville. Un de ses descendants, l'abbé de Garaby, ancien professeur de philosophie au collège de Saint-Brieuc, et auteur de plusieurs ouvrages de philosophie et de morale, a donné à  l'abbé Leloup, curé d'Étienville, un petit monument en marbre où était gravé : 
Cher parent, ici-bas je n'ai pu te connaitre ; 

Nous étions séparés par les temps et les lieux ; 

Mais quand l'éternité pour moi-même va naitre, 

J'espère te rejoindre et t'embrasser aux cieux.

## Œuvres
- Sur l'importante victoire (1648) sur Gallica
- Satires inédites sur Gallica, Éd. et intro. Eugène de Robillard de Beaurepaire, Rouen, E. Cagniard, 1888
- Sentiments chrétiens, politiques et moraux. Maximes d’état et de religion illustrées de paragraphes selon l’ordre des quadrins, Caen, Thomas Jolly ; Paris, Targa, 1641.
- (la) Eminentissimi cardinalis dvcis Richelii elogium funebre, Parisiis, pr. P. Targa, 1642, 1642.
- Les Essais poëtiques, Paris, Veuve François Targa, 1642.
- (la) Miscellanea, Cadomi, Apud Marinvm Yvon, 1663.